# Bulbophyllum cataractarum
Bulbophyllum cataractarum är en orkidéart som beskrevs av Rudolf Schlechter. Bulbophyllum cataractarum ingår i släktet Bulbophyllum och familjen orkidéer. Inga underarter finns listade i Catalogue of Life.